# The Chaos Chapter: FREEZE
『The Chaos Chapter: FREEZE』（ザ・カオス・チャプター: フリーズ）は、韓国の5人組男性アイドルグループTOMORROW X TOGETHERの韓国での2ndスタジオ・アルバムである。2021年5月31日にBIGHIT MUSICよりリリースされた。
2021年8月17日にリリースされたリパッケージアルバム『The Chaos Chapter: FIGHT OR ESCAPE』（ザ・カオス・チャプター: ファイト・オア・エスケープ）についても解説する。

## 音楽性
『The Chaos Chapter』は、『THE DREAM CHAPTER』に続く第2章。『FREEZE』はその序幕に位置付けられており、日常が揺らぐ経験の中で、何もできず凍ってしまった少年の物語が描かれている。
『FIGHT OR ESCAPE』では、世界に立ち向かって戦うか、世界から完全に逃げ出したいと思う心が表現されている。

### LO$ER=LO♡ER
『FIGHT OR ESCAPE』タイトル曲でエモポップファンクの「LO$ER=LO♡ER」は、世間から「LO$ER（LOSER）」のように見られていても、君とはお互いを救い合う「LO♡ER（LOVER）」になりたいと願う心が描かれている。

### Anti-Romantic
「Anti-Romantic」は、ロマンチックなムードを漂わせながらも、反ロマンス主義でロマンチック・ラブを否定する楽曲。

### 0X1=LOVESONG (I Know I Love You) feat. Seori
『FREEZE』タイトル曲でハイブリッドポップ・ロックの「0X1=LOVESONG (I Know I Love You) feat. Seori」は、混乱に陥った少年が、1人の少女と出会うラブストーリーが描かれている楽曲。タイトルの数式は、すべてがゼロ（0）の世界の中で出会った、魂に穴（0）が空いてしまった少年と1人（1）の少女との出会いが表されている。作詞はRM（BTS）が担当した。曲名については他に候補があったが、RMが「0X1=LOVESONG」の方がこの曲に合うと言ったことで、このタイトルに決まったという。

### Magic
「Magic」はグループ初の英語曲で、凍っていた自分を溶かしてくれる「魔法のような君」に対するストーリーが描かれている。ミュージックビデオでは、メンバーの「魔法のように不思議な未来より、人間の感情こそ本当の魔法」という解釈から、機械に占領された世界で人類を救うために立ち上がった5人の少年たちの物語が描かれている。

### Ice Cream
「Ice Cream」は、小さいけれども確実で、少しの意地悪がもたらす幸せを意味する「小悪幸」をテーマに歌詞が書かれている。スビンは作詞するにあたり、マインドマップを作成し、思いついたすべての語彙を書きあげて、その中から単語を選ぶという方法で歌詞を書いたという。

### What if I had been that PUMA
「What if I had been that PUMA」は、ボムギュが2つの究極の選択肢のうち1つを選択する「BALANCE GAME」から着想を得て制作した楽曲。

### No Rules
「No Rules」では、新型コロナウイルス感染症のパンデミック以降、ルールがなくなってしまった世界に直面する10代の物語が描かれている。

### MOA Diary (Dubaddu Wari Wari)
「MOA Diary (Dubaddu Wari Wari)」はグループ初のファンソングで、MOA （ファン）への率直な気持ちが表現されている。サブタイトルの「Dubaddu」は、MOAがグループの特別な呼び方として使う言葉。メンバー全員が作詞に参加し、それぞれ書いた歌詞をミックスして完成させたという。

### Dear Sputnik
「Dear Sputnik」は、ヒュニンカイが小さい頃からデモテープを作っていた楽曲であるという。少しずつ修正を加えた結果、『FREEZE』に収録された。

### Frost
「Frost」は、自分に与えられた運命に初めて気付き、混乱する少年の心を霜（Frost）に例えて表現した楽曲。

## 収録曲
| #         | タイトル                                         | 作詞  | 作曲・編曲 | 時間 |
| --------- | ------------------------------------------------ | ----- | ---------- | ---- |
| 1.        | 「Anti-Romantic」                                |       |            | 3:35 |
| 2.        | 「0X1=LOVESONG (I Know I Love You) feat. Seori」 |       |            | 3:22 |
| 3.        | 「Magic」                                        |       |            | 2:40 |
| 4.        | 「Ice Cream」                                    |       |            | 3:23 |
| 5.        | 「What if I had been that PUMA」                 |       |            | 3:33 |
| 6.        | 「No Rules」                                     |       |            | 3:06 |
| 7.        | 「Dear Sputnik」                                 |       |            | 3:15 |
| 8.        | 「Frost」                                        |       |            | 3:15 |
| 合計時間: | 合計時間:                                        | 26:09 |            |      |

| #         | タイトル                                                       | 作詞  | 作曲・編曲 | 時間 |
| --------- | -------------------------------------------------------------- | ----- | ---------- | ---- |
| 1.        | 「LO$ER=LO♡ER」                                                |       |            | 3:18 |
| 2.        | 「Anti-Romantic」                                              |       |            | 3:35 |
| 3.        | 「0X1=LOVESONG (I Know I Love You) feat. Seori」               |       |            | 3:22 |
| 4.        | 「Magic」                                                      |       |            | 2:40 |
| 5.        | 「Ice Cream」                                                  |       |            | 3:23 |
| 6.        | 「What if I had been that PUMA」                               |       |            | 3:33 |
| 7.        | 「No Rules」                                                   |       |            | 3:06 |
| 8.        | 「MOA Diary (Dubaddu Wari Wari)」                              |       |            | 3:08 |
| 9.        | 「Dear Sputnik」                                               |       |            | 3:15 |
| 10.       | 「Frost」                                                      |       |            | 3:15 |
| 11.       | 「0X1=LOVESONG (I Know I Love You) feat. Seori (Emocore Mix)」 |       |            | 3:39 |
| 合計時間: | 合計時間:                                                      | 36:14 |            |      |

## チャート成績
『FREEZE』は76,806枚を売り上げ、オリコン「週間アルバムランキング」で1位を獲得した。累積売上は22.6万枚。
『FIGHT OR ESCAPE』は約65,400枚を売り上げ、オリコン「週間アルバムランキング」で2位を獲得した。なお、8月18日付の「オリコンデイリーアルバムランキング」で1位を獲得している。